# Alhagi sparsifolia
Alhagi sparsifolia là một loài thực vật có hoa trong họ Đậu. Loài này được Shap. miêu tả khoa học đầu tiên.